# كأس الدنمارك 2015
كأس الدنمارك 2015 هو الموسم 60 من كأس الدنمارك ‏. أقيم خلال الفترة 28 مارس 2015 وحتى 29 أغسطس 2015، وأشرف على تنظيمه اتحاد جزر فارو لكرة القدم، وكان عدد الأندية المشاركة فيه 18، وفاز فيه فيكينغور غوتا.